# 637 Хрісотеміда
637 Хрісотеміда (637 Chrysothemis) — астероїд головного поясу, відкритий 11 березня 1907 року Джоелем Хастінґсом Меткалфом у Тонтоні, Массачусетс.
Тіссеранів параметр щодо Юпітера — 3,190.